# Koori no sekai
Koori no sekai (氷の世界?), noto anche con il titolo internazionale Ice World, è un dorama giapponese del 1999.

## Trama
Egi Toko è un'insegnante di scienze in un istituto femminile, con tre precedenti relazioni, tutte accomunate dal fatto che i suoi fidanzati sono morti in seguito a misteriosi "incidenti". Eiki Hirokawa, investigatore assicurativo, viene chiamato per fare luce sulla vicenda.